# Bruyères-sur-Oise
Bruyères-sur-Oise is een plaats in Frankrijk. Het ligt aan de rivier de Oise.
Er ligt Station Bruyères-sur-Oise.

## Kaart
De onderstaande kaart toont de ligging van Bruyères-sur-Oise met de belangrijkste infrastructuur en aangrenzende gemeenten.

## Demografie
Onderstaande figuur toont het verloop van het inwonertal, bron: INSEE-tellingen. 

## Websites
- (fr)  Statistische informatie op de website van INSEE

1. ↑  Populations de référence 2022.